# Luis Hierro López
Luis Antonio Hierro López (Montevideo, 6 de enero de 1947) es un político uruguayo, fue el 13.° Vicepresidente de la República entre 2000 y 2005. Hijo del político y escritor Luis Hierro Gambardella, está casado con la Dra. Ligia Almitrán Penza y es padre y abuelo. Tras la venia concedida por unanimidad por el Senado de la República, el Poder Ejecutivo lo designó, el 9 de diciembre de 2020, embajador de Uruguay en Perú.

## Actividad parlamentaria
Luis Hierro López fue legislador durante veinte años. Electo Representante Nacional por el Partido Colorado en las primeras elecciones nacionales tras la dictadura, en 1984 y reelecto en 1989, fue Presidente de la Cámara de Representantes en 1989-1990. Fue Senador entre 1995-2000, y desde entonces hasta el 1.º de marzo de 2005, fue Vicepresidente de la República y Presidente del Senado.
Integró diversas comisiones de la Cámara de Diputados, entre 1985 y 1990. Fue Presidente de las comisiones de Constitución, Legislación General y Administración; de Derechos Humanos y de Educación y Cultura. También fue miembro de las comisiones de Hacienda; de Obras Públicas y de Vivienda; y de la Investigadora de la Condición de la Minoridad Carenciada y de los Menores Infractores. Formó un grupo parlamentario con legisladores de todos los partidos para respaldar iniciativas culturales, lo que permitió aprobar las leyes de Fondo del Teatro y de Fondo de la Música, de las que fue coautor. Posteriormente, participó en varias Comisiones de la Cámara de Senadores: fue presidente de las Comisiones de Educación y Cultura; de Hacienda; y de Vivienda y Ordenamiento Territorial. Fue también titular de la Comisión Especial para el Estudio de los proyectos para combatir la Corrupción, de la que surgió la legislación vigente. Entre 1995 y 1997, fue Presidente de la delegación de Uruguay en la Comisión Parlamentaria Conjunta del MERCOSUR y en esa medida participó de las cumbres y de las reuniones del Consejo de Ministros del bloque.
Entre 2000 y 2005, fue Vicepresidente de la República, por ende presidió en ese período la Cámara de Senadores y la Asamblea General. Siendo en esa legislatura cuando sucedió la crisis bancaria del 2002 en Uruguay, la disconformidad provocó que varios sectores e individuos auguraran su nombre como sucesor presidencial en el caso de una posible renuncia del mandatario Jorge Batlle debido a la sucesión presidencial, hecho que no sucedió con el presidente Batlle manteniéndose en su cargo hasta el fin de su mandato.

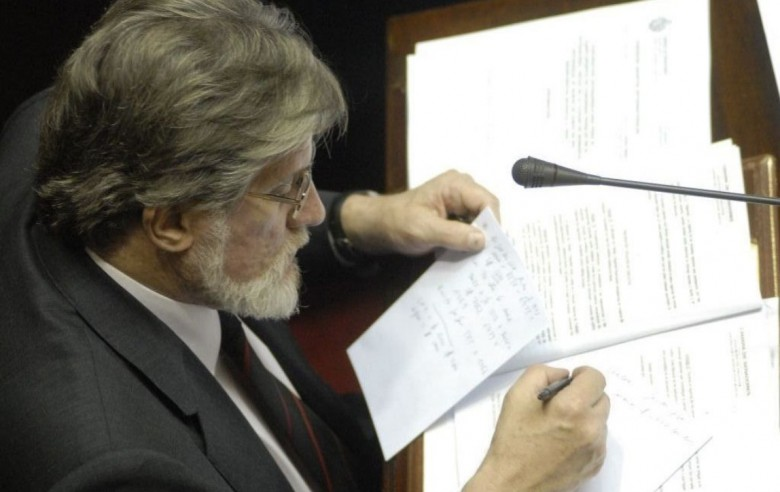
Luis Hierro López presidiendo el Senado de la República Oriental del Uruguay

## Actividad en el Poder Ejecutivo
En 1998 fue designado Ministro de Interior, cargo que ejerció por pocos meses al ser promovido por su sector político como candidato presidencial para las elecciones internas de abril de 1999. En ese período se remitió al Parlamento, entre otros, el proyecto de normas complementarias a la Ley de Seguridad Ciudadana, se culminó la preparación del proyecto de Ley Orgánica Policial y, en acuerdo con los delegados de todos los partidos políticos e instituciones públicas, se redactó el documento “Policía 2005”, que contiene las bases de la reorganización y modernización institucional de la Policía y de la formación profesional de sus funcionarios.
Entre 2010 y 2014 integró la delegación multipartidaria en la Comisión Administradora del Río Uruguay, CARU.

## Actividad partidaria
Desde 1983 ha sido miembro del Comité Ejecutivo Nacional del Partido Colorado y de su Convención Nacional. Integró la comisión que elaboró el Programa de Principios del Partido Colorado en 1983, durante la restauración democrática.
Ante las elecciones generales de 1999, con el sistema de candidato único a la Presidencia por partido consagrado por la reforma constitucional de 1997 y la imposibilidad del presidente en oficio, Julio María Sanguinetti, de presentarse a reelección presidencial inmediata, el Partido Colorado se vio enfrentado a un proceso de definición de candidaturas. Entre ellos el sector colorado de Foro Batllista (sector del presidente) que realizó sus propios comicios internos sectoriales, mucho antes de mayo de 1999, para definir su precandidato, logrando la victoria Luis Hierro López.
Así, Hierro lanzó su candidatura presidencial apoyado por los sectores de Foro Batllista, Cruzada 94 y la lista 99 presentándose en las elecciones internas de 1999 pero siendo derrotado por el siempre desafiante candidato quincista Jorge Batlle. Pero Hierro acompañaría a Batlle como compañero de fórmula en la "primera vuelta" de la elección el día domingo 31 de octubre de ese mismo año, pasando al balotaje del día domingo 28 de noviembre del cual lograron salir victoriosos, resultando con Hierro ungido Vicepresidente de la República.

## Otras actividades
Fue Redactor Responsable del diario Acción; Secretario de Redacción y columnista del diario “El Día” y Subdirector del semanario “Opinar”. En estas últimas circunstancias le correspondió participar de la lucha cívica por el restablecimiento democrático y como otros ciudadanos, sufrió persecuciones del régimen militar. En la actualidad, colabora con el semanario Correo de los Viernes y con otras publicaciones. Cursó estudios en el Instituto de Profesores Artigas y fue investigador de Historia Nacional en el Museo Histórico Nacional, bajo la supervisión del Prof. Juan Pivel Devoto. Trabajó en la Comisión del Patrimonio Histórico, Artístico y Cultural de la Nación. Ejerció la docencia y fue conferencista del Centro de Altos Estudios Nacionales.

## Seminarios y delegaciones gubernamentales
Entre 1985 y 2000, integró diversas misiones parlamentarias y fue invitado por los gobiernos de Estados Unidos, Reino Unido, Países Bajos, China, Japón, Cuba, Israel y Egipto a visitar esos países. Representó al Parlamento uruguayo en la Asamblea de la Unión Interparlamentaria realizada en Hungría, en 1993, donde disertó sobre “Los Estados de Sitio y la violación a los Derechos Humanos en los países no democráticos”. Integró la delegación de Uruguay a la Asamblea General del 50 aniversario de las Naciones Unidas. Participó en la Conferencia de UNESCO sobre la “Educación en el Siglo XXI”, en el año 1997, en la que presentó una ponencia sobre la reforma educativa en Uruguay, titulada “Aprender a aprender”. Desde el año 2000, representó al Poder Ejecutivo y al Parlamento de Uruguay en otras instancias internacionales. En ese año encabezó la misión uruguaya a los actos de Inauguración del Mandato Presidencial, en Lima, Perú. Ese mismo año asistió al Encuentro de Presidentes de los Parlamentos de la Unión Europea y del MERCOSUR, en Roma, Italia, para analizar el impacto del proteccionismo en América Latina. En 2001 hizo viajes oficiales a Rusia y a China, oportunidades en las que se firmaron diversos acuerdos de cooperación para incrementar el comercio con esos países. En noviembre de 2001 participó en la XI Cumbre Iberoamericana de jefes de Estado y de Gobierno en Lima, Perú. En 2002 participó de la Conferencia de UNICEF a favor de la Infancia, en la sede de ONU en Nueva York, presentando el informe sobre la situación de Uruguay. En julio de 2002, asistió a la II Reunión de Presidentes de América del Sur, en Guayaquil, Ecuador. En mayo de 2003, asistió a la XVII Cumbre de jefes de Estado y de Gobierno del Grupo de Río, en Cusco, Perú. En 2004 presidió una delegación parlamentaria ante el Senado de México para solicitar a las bancadas parlamentarias mexicanas la aprobación del Tratado de Libre Comercio con ese país. En enero de 2005 presidió la delegación parlamentaria de Uruguay ante la Asamblea de la Unión Interparlamentaria en Ginebra, Suiza. Invitado por la Junta de Galicia, desarrolló diversas actividades vinculadas a la cooperación comercial con España En abril de 2007 brindó una conferencia sobre las oportunidades de crecimiento en América Latina en el XXXIV Seminario Internacional de Presupuesto Público, desarrollado en Panamá. En noviembre de ese año brindó una conferencia sobre los “Desafíos de la Democracia y de la Paz” en la celebración de La noche de los Cristales Rotos en Asunción de Paraguay, en evento organizado por la filial de B´nai B´rith de Paraguay. En noviembre de 2014, invitado por el “Institute for Cultural Diplomacy” y con motivo del 25 aniversario de la caída del Muro de Berlín, ofreció en Berlín una conferencia sobre “Los muros y las libertades”.

## Publicaciones
- 1975 - Colaboración con la publicación del “Diario del Uruguay”, una crónica sobre la historia del Uruguay dirigida por el Prof. Washington Reyes Abadie y la Prof. Marta Canessa.
- 1977 - “Batlle y la Reforma del Estado”, una investigación sobre el origen y el sentido del Batllismo. (Ediciones de la Banda Oriental).
- 1993 - “Umbrales y Candados”, un ensayo sobre las características de la sociedad uruguaya, sus potencialidades y limitaciones. (Ediciones Trilce).
- 2005 - “El Pueblo dijo No”, una crónica histórica sobre el plebiscito de 1980. (Ediciones de la Plaza).
- 2014 - "Raíces Coloradas”, una historia del Partido Colorado en el siglo XIX. (Ediciones de la Banda Oriental)
- 2021 - "Joaquín Suárez. El Héroe silencioso", una biografía del presidente uruguayo Joaquín Suárez. (Sudamericana)